# فرودگاه سیرجان
فرودگاه سیرجان فرودگاهی در کشور ایران با کد یاتا SYJ و ایکائو OIKY است که در شهر سیرجان واقع استان کرمان قرار دارد.
این فرودگاه از سال ۱۹۹۵ میلادی و ۱۳۷۴ خورشیدی تأسیس شد.

## تاریخچه
نخستین پرواز تجاری (مسافری) در سال ۱۹۹۶ میلادی و ۱۳۷۶ خورشیدی به مقصد تهران با شرکت هواپیمایی پاریز ایر که یاک ۴۰ داشت توسط حاج غلامرضا فخرآبادی انجام گردید. امروزه فرودگاه سیرجان  طبق آمارهای سازمان هواپیمایی کشوری به رتبه خوبی در سطح کشور رسیده است. در آن زمان فرودگاه فقط یک سوله ساده، برج مراقبت و باند ۳٬۷۰۰ متری داشت، فاقد امکانات ایمنی و رفاهی و جاده ایمن بود.

## توسعه و بازسازی
در سال ۱۴۰۲ خورشیدی با تخصیص بیش از ۲۵۰ میلیارد تومان بودجه توسط شرکت فرودگاه های کشور برای بازسازی باند فرودگاه، ترمینال مسافربری و سایر بخش های فرودگاه سیرجان فرآیند عمرانی آن آغاز شد و در شهریور ماه ۱۴۰۳ با حضور مدیرعامل شرکت فرودگاه های کشور و سایر مسئولان استانی فرودگاه سیرجان پس از مدت زمان کوتاهی افتتاح گردید و در حال حاضر شرکت های هوایی گوناگون در حال انجام پرواز روزانه به مقصد تهران می باشند.
طبق اعلام محمد موسایی پور، مدیر وقت فرودگاه سیرجان، باند این فرودگاه با افزایش از ۳۷۰۰ متر به ۳۸۰۰ متر آماده پذیرش انواع هواپیمای مسافربری می باشد. {باشگاه خبرنگاران جوان}

## شرکت‌های هواپیمایی و مقصدهای پروازی
| شرکت‌های هواپیمایی | مقصدهای پروازی |
| ----------------- | -------------- |
| پارس ایر          | تهران          |
| ماهان ایر         | تهران          |
| هواپیمایی نفت     | تهران          |
| هواپیمایی آتا     | تهران          |
| هواپیمایی یزد     | تهران          |